# Rivolta di Milano (1450)
La Rivolta di Milano del febbraio 1450 fu un tumulto scoppiato in seguito alla grave carestia causata dal blocco dei rifornimenti alla città da parte degli sforzeschi e alla debolezza politica dell'Aurea Repubblica Ambrosiana. La rivolta determinò la fine della Repubblica Ambrosiana e la restaurazione del Ducato di Milano con a capo Francesco Sforza, marito di Bianca Maria Visconti, figlia dell'ultimo duca Filippo Maria Visconti.

## Storia

### Antefatti
Dopo le sconfitte nelle battaglie di Cantù e di Asso, gli sforzeschi furono costretti ad abbandonare l'Alta Brianza. In breve i veneziani costruirono un nuovo ponte sull'Adda presso Olginate ed occuparono nuovamente il Monte di Brianza (con l'eccezione dei castelli, rimasti fedeli allo Sforza) accampandosi a Galbiate e a Calco. Per impedire che dilagassero in pianura e riuscissero a portare rifornimenti a Milano, Francesco Sforza ordinò ai guastatori di fortificare il suo campo di Vimercate con una palizzata, un argine e un fossato, poi ne inviò altri a Carate dal Gonzaga e a Cantù dal Ventimiglia dicendo loro di fare lo stesso, quindi mandò a il fratello Giovanni e i suoi uomini a Seregno affinché cingessero la cittadina di una palizzata, infine rinforzò quindi le guarnigioni dei castelli del milanese, arrivando a far presidiare persino i campanili più alti della Martesana, in particolare Melzo. Si venne così a creare una linea di difesa ai piedi delle colline della Brianza, da Cantù all'Adda. In caso di attacco, un accampamento avrebbe potuto avvertire rapidamente gli altri per mezzo di colpi di bombarda o segnali di fumo. Per rallentare ogni possibile avanzata dei veneziani, lo Sforza ordinò a Roberto Sanseverino e a Giacomo da Salerno di ingaggiarli in continue scaramucce. Gli accampamenti furono riforniti grazie a riserve di grano provenienti dal Seprio, i cui granai erano tra i pochi a non essere stati ancora consumati da anni di guerre e carestia così come grazie ad azioni di rapina nei territori fedeli agli ambrosiani. Nel frattempo il Piccinino, di fatto comandante delle truppe ambrosiane, stabilì contatti per mezzo di Luchino Palmiero con lo Sforza al fine di passare dalla sua parte in cambio di Piacenza e di alcuni castelli del piacentino. Le trattative, tuttavia, si conclusero ben presto quando il Piccinino cambiò idea e per giustificarsi agli occhi dei veneziani fece ricadere tutte le accuse sul Palmiero che fu impiccato a Bosisio. Da parte sforzesca fu invece il Ventimiglia ad intavolare trattative segrete con i veneziani per mezzo di Corrado D'Alviano. I suoi propositi vennero però comunicati allo Sforza da alcuni suoi famigliari e dal governatore di Cantù pertanto fu arrestato e inviato prima a Lodi e poi a Pavia.

### Rivolta
Nel febbraio del 1450 a Milano la carestia si era fatta ormai gravissima, un moggio di frumento arrivava a costare venti ducati e solo i ricchi potevano permettersi di bere vino. Il popolo si era spinto a macellare i cavalli e gli asini, a cibarsi di erbe e radici, i poveri arrivarono perfino a mangiare cani, gatti e topi che si vendevano in piazza del Broletto. Gli anziani più deboli e gli ammalati furono le prime vittime della carestia, le ragazze iniziavano a prostituirsi per poter mangiare, il popolo usciva dalla città per recarsi nelle campagne, territorio nemico, nella speranza di trovare una situazione più favorevole e alcuni nobili, temendo rivolte, si rifugiarono nei castelli. Gli sforzeschi per costringere la città a cedere furono costretti a ricacciare molti di quelli entro le mura. 
Di fronte alla situazione, i magistrati ambrosiani inviarono messi ai veneziani per sollecitarli ancora una volta ad intervenire al più presto in soccorso della città ma Sigismondo Pandolfo Malatesta temporeggiò, temendo ulteriori scontri con gli sforzeschi e reputando che fosse meglio aspettare che si esaurissero le scorte di cibo e di fieno di questi ultimi prima di attaccare. D'altra parte i veneziani reputavano erroneamente che una volta ridotta allo stremo, Milano si sarebbe potuta arrendere a loro. 
Il 21 febbraio Gaspare da Vimercate ricevette l'ordine di recarsi a Venezia per trattare ma fu dissuaso da Cristoforo Pagano e Pietro Cotta.
Il Consiglio dei Novecento si riuniva in quei giorni nella chiesa di Santa Maria della Scala per cercare di trovare un modo per calmare la plebe, che, affamata, stava iniziando a creare tumulti e non riconosceva più l'autorità delle cariche della Repubblica Ambrosiana. Un gruppo di cittadini fece scoppiare una rivolta con cui ottennero il controllo di Porta Nuova e quando si sparse la voce, molte persone vennero alla spicciolata a questa porta per difenderla. Quelli che si erano radunati in Santa Maria della Scala inviarono Lampugnano da Birago a Porta Nuova per cercare di convincere i difensori a rinunciare al loro proposito, nella speranza che i veneziani sarebbero presto entrati in città. I difensori di Porta Nuova, tuttavia, lo cacciarono in malo modo tanto che riuscì a stento a salvarsi. Nel frattempo i magistrati inviarono Domenico Angelelli, capitano di giustizia, a sgomberare e arrestare coloro che si erano radunati nella chiesa ma questi lo fecero fuggire insieme ai cavalieri che l'accompagnavano poi fecero suonare le campane. Verso le quattro del pomeriggio del 25 febbraio 1450 migliaia di rivoltosi si radunarono presso la chiesa dove elessero quali loro capi Gaspare da Vimercate e Pietro Cotta. Giovanni Stampa insieme ai suoi quattro fratelli e a parte dei rivoltosi cercò di assaltare i palazzi dei rappresentanti più illustri della repubblica ma venne respinto e costretto a fuggire verso Porta Orientale. Minor fortuna ebbe Pietro Cotta che fu arrestato mentre tentava di fuggire da Porta Comasina. Gaspare da Vimercate, con l'aiuto di Cristoforo Pagano, Francesco Trivulzio e Melchiorre Marliani, riuscì a ricompattare le file dei rivoltosi e a muovere all'assalto dell'Arengo. Un certo Giovanni Andrea Toscano riuscì ad introdurre i rivoltosi dal retro del palazzo, nella parte dove stavano gli appartamenti di Bianca Maria Visconti; questi salirono le scale e gli occupanti, avendo udito le grida, cercarono di fuggire. Leonardo Venier, ambasciatore veneziano, si rivolse alla folla ingiuriandola e fu presto ucciso dallo Stampa. Le guardie del palazzo fuggirono o si arresero e presto il popolo riuscì a forzare l'entrata principale e a dilagare all'interno del palazzo liberando i prigionieri e costringendo i magistrati alla fuga. In breve gran parte della città fu sotto il controllo dei rivoltosi, con l'eccezione di Porta Romana, difesa da Ambrogio Trivulzio, che però venne convinto a gettare le armi da Melchiorre Marliani, suo parente.

### Il nuovo duca di Milano
Il giorno successivo i cittadini più eminenti della città si radunarono nella chiesa in cui aveva avuto origine la rivolta. Alcuni ritenevano che si dovesse proseguire l'esperienza repubblicana, altri avrebbero voluto chiamare in aiuto il Duca di Savoia, il re di Francia, il re di Napoli, persino il Papa ma nessuno era disposto ad una dedizione alla Repubblica di Venezia. Gaspare da Vimercate si rivolse al popolo spiegando i motivi per cui Francesco Sforza rappresentava il miglior candidato a guidare la città. Egli infatti lo conosceva bene avendo militato nella sua compagnia di ventura sin da adolescente prima di sposare la causa della Repubblica Ambrosiana contro i veneziani. Al termine del discorso la maggior parte dei presenti si espresse in favore della proposta e Gaspare da Vimercate fu scelto per trattare con lo Sforza, il quale ne fu presto informato da Leonardo Gariboldi e Luigi Trombetta.
Il 26 febbraio Gaspare da Vimercate raggiunse il campo degli sforzeschi presso la cittadina omonima invitandolo ad entrare in città. Lo Sforza ordinò al Sanseverino e al Salernitano di non abbassare la guardia e continuare a monitorare i movimenti e lo stato dei nemici tramite esploratori, poi raccolse parte dei viveri che aveva a disposizione e si incamminò con una scorta verso Milano ordinando ai soldati di distribuirli alle persone lungo la strada. Presto una gran folla si assiepò per le strade in cui passava per vedere quello che sarebbe stato il loro nuovo duca e ricevere cibo. Giunti a Milano, Ambrogio da Trivulzio cercò di bloccare l'entrata dello Sforza occupando Porta Nuova ma fu persuaso a cedere da Gaspare da Vimercate. Lo Sforza, trascinato dalla folla, si recò a pregare in Duomo poi a Palazzo Marliani dove consumò pane di miglio e vino quindi ordinò a Carlo Gonzaga di occupare l'Arengo e garantire la pace in città. Fece poi ritorno al campo di Vimercate passando per Porta Orientale. Giunto al campo diede disposizioni affinché contadini e mercanti tornassero a commerciare ogni sorta di viveri a Milano e nel giro di pochi giorni la città si ristabilì. Quando il Malatesta apprese della rivolta e dell'entrata in città dello Sforza ripiegò con il suo esercito sulla sponda bergamasca dell'Adda insieme al Piccinino, poi tornò in Romagna. 
Il 28 febbraio Monza, Como e Bellinzona, che sino ad allora erano rimaste fedeli alla Repubblica Ambrosiana, fecero dedizione allo Sforza insieme a tutti i castelli del loro contado.  
Il 3 marzo i milanesi inviarono nel campo di Vimercate 24 delegati (4 per porta) per firmare l'atto di consegna della città con il quale Francesco Sforza venne riconosciuto nuovo duca di Milano per il suo matrimonio con Bianca Maria Visconti. Lo Sforza distribuì quindi i soldati nei quartieri invernali poi si trasferì a Monza in attesa della proclamazione.
L'11 marzo l'Assemblea generale convocata approvò il passaggio dei poteri al nuovo duca riconoscendo la linea di successione ai figli maschi legittimi.
Il 25 marzo, Festa dell'Annunciazione, il duca si trovava poco fuori Milano, sulla strada che conduce a Pavia insieme alla moglie Bianca Maria Sforza, al figlio primogenito Galeazzo, ai fratelli Alessandro e Giovanni e a tutti i principali condottieri suoi alleati e capisquadra ornati dalle armi e armature da parata. 
Lo Sforza si diresse verso Porta Ticinese, dove si erano radunati i principali esponenti della nobiltà milanese che avevano preparato in suo onore un carro trionfale con un baldacchino adornato di un drappo d'oro bianco che però rifiutò dicendo di non essere un re. Si diresse quindi in Duomo e davanti alle sue porte si vestì del tradizionale abito bianco. Quivi fu insignito della dignità ducale insieme alla moglie e ricevette lo scettro, la spada, lo stendardo, il sigillo e le chiavi della città. Guarnero Castiglioni fece un'orazione in suo onore al termine della quale lo Sforza fu acclamato dal popolo con il grido "viva il Duca!". Lo Sforza nominò il figlio Galeazzo conte di Pavia, Gaspare da Vimercate conte di Valenza, Angelo Simonetta segretario ducale e creò oltre cinquanta cavalieri. Seguirono cinque giorni di festa.